# Медаль Вільгельма Екснера

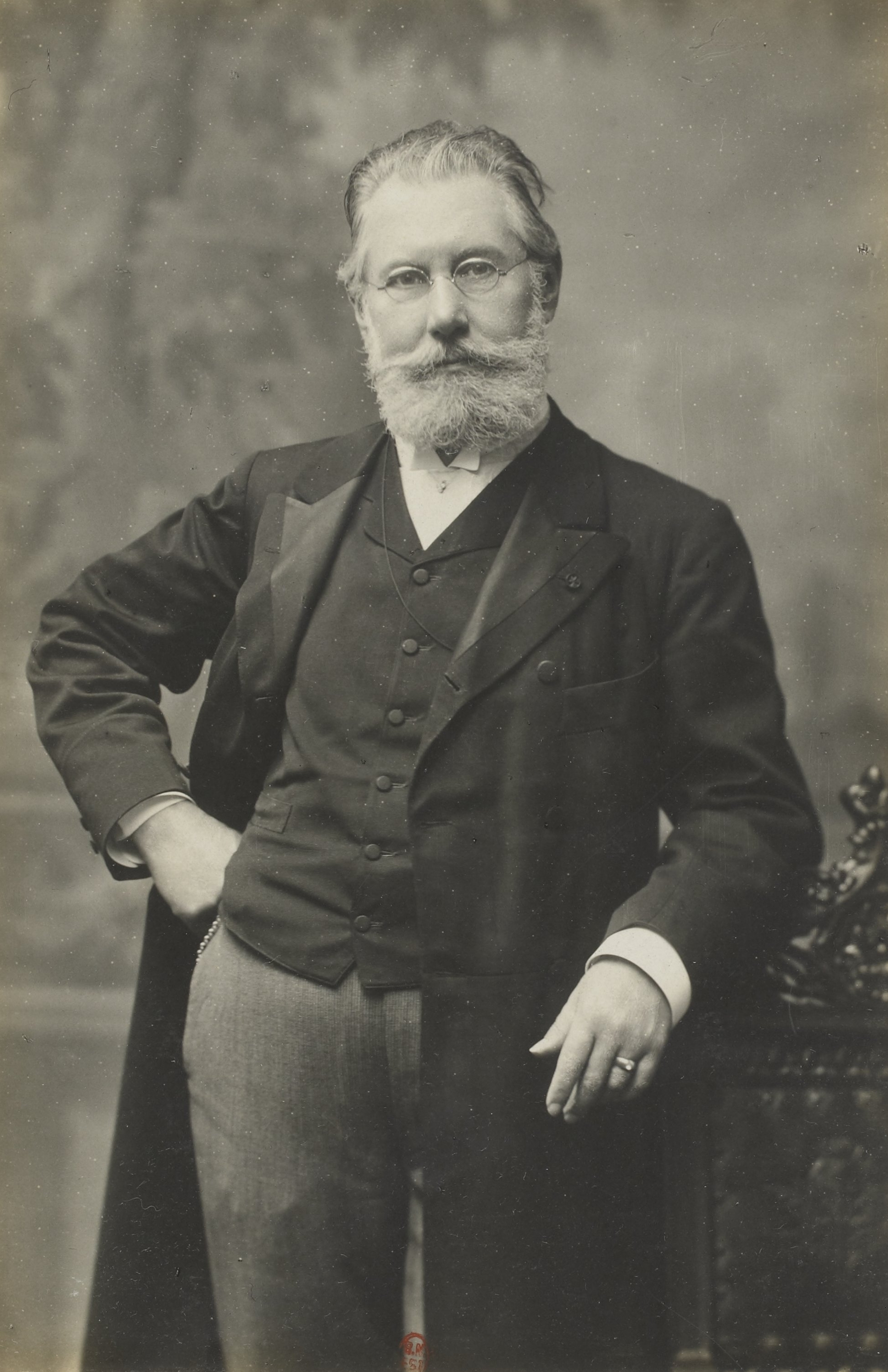
Вільгельм Екснер (1900)

Меда́ль Ві́льгельма Е́кснера (нім. Wilhelm-Exner-Medaille) — наукова нагорода Фонду Вільгельма Екснера, створеного Торгівельною асоціацією Австрії. Названа на честь Вільгельма Екснера. Вручається щорічно з 1921 року за наукові досягнення, які вплинули на економіку. Нагорода включає бронзову медаль діаметром 7,5 см і запрошення на аудієнцію з ланчем до президента Австрії. Серед нагороджених медаллю є 23 нобелівських лауреати.

## Лауреати
- 1921: Карл Ауер фон Вельсбах, Вільгельм Екснер, Оскар фон Міллер
- 1922: Карл фон Лінде
- 1923: Альфред Коллманн[de], Йозеф Марія Едер[en], Губерт Енгельс[de],  Вільгельм Оствальд,  Рудольф Вегшайдер[de]
- 1924: Карл фон Бах[de]
- 1925: Рудольф Гальтер[de]
- 1926: Георг фон Арко[en], Міхаель Хайніш, Ernst Krause
- 1927: Гуго Юнкерс, Heinrich Mache[en]
- 1928: Friedrich Gebers, Mirko Gottfried Ros
- 1929:  Фріц Габер, Пауль Людвік[de]
- 1930: Johann Kremenezky[de], Hermann Michel[de], Johannes Ruths
- 1931: Рудольф Саліґер[de], Carl Hochenegg[de]
- 1932: Friedrich Ignaz von Emperger[de], Отто Вальдштейн[de],  Карл Бош
- 1934: Герман Френсіс Марк[en],  Гульєльмо Марконі
- 1935: Wolf Johannes Müller[de], Arne Frederic Westgren[de]
- 1936: Франц Фішер, Фердинанд Порше,  Ернест Резерфорд
- 1937:  Фрідріх Бергіус, Гарольд Гартлі[en], Ернст Шпат[en]
- 1951: Едуард Гайнль[en], Карл Голі[de], Людвіґ Прандтль
- 1952:  Ріхард Кун, Gustav Adolf Schwaiger
- 1953: Карл Гіркманн[de], Hans Lieb
- 1954: Gustav Franz Hüttig[de], Берта Карлік, Джеффрі Інграм Тейлор, Eduardo Torroja y Miret[en]
- 1955: Ferdinand Campus, Bernhard Moritz Gerbel, Пауль Шварцкопф[de]
- 1956: Johan Arvid Hedvall[de], Крістофер Хінтон[en], Franz Holzinger, Heinrich Sequenz[de]
- 1957: Еріка Кремер, Фріц Фейл[en], Александер Флек[en], Йозеф Маттаух[en], П'єр Луїджі Нерві, Еріх Шмід[en]
- 1958:  Отто Ган
- 1959: Ріхард Нойтра, Рейнгард Штрауманн[de], Карл Ваґнер[en]
- 1960:  Говард Волтер Флорі, Ежен Фрессіне, Ліза Майтнер
- 1961:  Джон Кокрофт, Пауль Гартек[en], Рудольф Фогель[de]
- 1962: Albert Caquot[en], Теодор фон Карман, Франц Патат[de]
- 1963: Eduard Justi[de],  Вільям Бредфорд Шоклі, Філіп Спорн[en]
- 1965: Адольф Пухер[de], Фріц Реґлер[de], Адольф Слаттенчек[de]
- 1966: Henry Charles Husband[en], Fritz Stüssi[de], Friedrich Wessely[de]
- 1967: Karl Kordesch[en], Вільям Пенне,  Макс Фердинанд Перуц
- 1968: Leopold Küchler[de], Richard Kwizda, Adolf Leonhard[de]
- 1969: Вернер фон Браун, Вольфгпнг Гребнер[en], Ганс Новотни[de], Герман Оберт, Philip Weiss, Конрад Цузе
- 1970: Отто Кратки[de], Alastair Pilkington[en],  Чарлз Гард Таунс,  Герберт Тренклер[de]
- 1971: Віллібальд Єнтчке[de], Hans List[en],  Карл Ціглер
- 1972: Eberhard Spenke[de], Heinz Zemanek[en]
- 1973: Отто Громатка[de], Richard Kieffer[de], Bruno Kralowetz, Отто Краупп[de], Guido von Pirquet[en]
- 1974:  Годфрі Гаунсфілд, Peter Klaudy[de],  Зігфрід Меурер[de], Roland Mitsche[de]
- 1975: Herbert Döring, Klaus Oswatitsch[de], Ladislaus von Rabcewicz[en], August F. Witt
- 1976: Ferdinand Beran,  Фердинанд Штайнгаузер[de], Theodor Wasserrab
- 1977: Viktor Hauk, Fritz Paschke[de], Erwin Plöckinger[de], Ганс Шеренберг[en]
- 1978: Max Auwärter, Фрідріх Людвіг Бауер[en], Hans Tuppy[en]
- 1979:  Альфред Кастлер, Winfried Oppelt[de], Феррі Порше, Christian Veder[de]
- 1980: Ernst Fehrer[de], Otto Hittmair[en], Віллем Йохан Колф[en], Гюнтер Вільке[de]
- 1981: Anton Pischinger[de], Josef Schurz, Адріан ван Вейнгаарден[en]
- 1982: Гендрік Казімір, Едмунд Главка[en], Стенлі Гукер
- 1983: Ernst Brandl, Walter Heywang[de], Курт Магнус[de]
- 1984:  Адольф Бірхофер[de],  Карл Ріннер[de], Egon Schubert
- 1985: Ernst Fiala[de], Heinz Maier-Leibnitz[en], Гельмут Раух[en]
- 1986: Герхард Дорда[de],  Віктор Гутманн [de], Horst Dieter Wahl
- 1987: Раймар Люст,  Александр Мюллер, Otto Vogl[en]
- 1988: Hubert Bildstein, Gyözö Kovács[hu], Helmut Zahn[en]
- 1990: Карл Клаус[de], Takeo Saegusa, Гернот Циппе
- 1991: Michael J. Higatsberger, Karl Schlögl[en], Herwig Schopper[en]
- 1992: Peter Komarek, Willibald Riedler[de], Karl Hermann Spitzy[de]
- 1993: Гельмут Фішмейстер[de], Hans Junek, Aladar Szalay
- 1994: Max Birnstiel[en], Зігфрід Зельбергерр, Йосеф Зінгер[he]
- 1995: Gottfried Biegelmeier[de], Бруно Бухбергер, Jozef Schell[en]
- 1996: Інгеборг Гохмайр, Herbert Mang[de], Bengt Gustaf Rånby, Heinrich Ursprung[de]
- 1997: Hans A. Leopold, Klaus Pinkau[de], Charles Weissmann[en]
- 1998: Heinz Engl[en], Heiner Ryssel[de], Uwe B. Sleytr
- 1999: Henry Baltes, Gottfried Konecny, Петер Шустер[en]
- 2000: Heinz Brandl[de], Rudolf Rigler[sv], Heinz Saedler[de]
- 2001: Georg Brasseur, Artur Doppelmayr[de], Friedrich Dorner
- 2002: Германн Катінгер[de], Фердинанд Пієх, Andreas Plückthun[en]
- 2003: Дітріх Крафт[de], Гельмут Ліст[en], Hans Sünkel[de]
- 2004: Андреас Улльріх[de], Меїр Вілчек[en]
- 2005: Hermann Kopetz[en], Jan Egbert de Vries[de], Антон Цайлінґер
- 2006: Hannes Bardach[de], Shuguang Zhang[de]
- 2007: Wolfgang Zagler[de], Peter Palese[en]
- 2008: Zdeněk Bažant[en],  Wolfgang Knoll[de]
- 2009: Christian Wandrey[de], Alan Fersht[en]
- 2010:  Ада Йонат, Bertil Andersson[en]
- 2011:  Манфред Ейген, Міхаель Гретцель
- 2012:  Теодор Генш, Роберт Ленджер, Фрідріх Принц [de]
- 2013: Хайнц Редль[de], Джозеф Якобсон[en]
- 2014: Thomas J.R. Hughes[en]
- 2015:  Грег Вінтер
- 2016:  Емманюель Шарпантьє, Геро Мізенбек,  Штефан Гелль, Johann Eibl
- 2017: Фабіола Джанотті, Чад Міркін[en]
- 2018: Zhenan Bao[en], Пол Алівізатос[en], Thomas Jennewein[en], Gregor Weihs[de]
- 2019: Джозеф Десімоне[de]
- 2020: Едвард Бойден
- 2021: Каталін Каріко, Луїза Торсі[en][2][3]